# Wydatki publiczne
Wydatki publiczne – przepływy środków pieniężnych pochodzących z budżetów podmiotów publicznych przeznaczonych na realizację zadań publicznych (przypisanych do realizacji tym podmiotom), których celem jest zaspokojenie potrzeb publicznych. 
Przykładami wydatków publicznych są: inwestycje infrastrukturalne, wydatki na zapewnienie bezpieczeństwa zewnętrznego i wewnętrznego kraju, wydatki na utrzymanie aparatu państwowego, samorządowego oraz wymiaru sprawiedliwości i więziennictwa, subsydia dla gospodarstw domowych w formie rent i emerytur, dofinansowywanie działalności przedsiębiorstw sektora publicznego. 
Wydatki publiczne systematyzowane są według różnych kryteriów co związane jest z ich zróżnicowanym charakterem. Przykładową klasyfikacją, jest podział wydatków publicznych według funduszu, z którego dokonywane są te wydatki. W takiej systematyce wyróżnia się:
- wydatki budżetowe (obejmujące wydatki budżetu państwa oraz wydatki budżetów jednostek samorządu terytorialnego)
- wydatki ubezpieczeń społecznych
- wydatki w ramach funduszy celowych
- wydatki pozostałych segmentów finansów publicznych.

Duża część wydatków publicznych jest transferami.